# مازاغائو
مازاغائو (بالبرتغالية: Mazagão‏) هي بلدية تقع في البرازيل في أمابا.[بحاجة لمصدر] يقدر عدد سكانها بـ 17,032 نسمة .